# ثيودور دوايت ولسي
ثيودور دوايت ولسي (بالإنجليزية: Theodore Dwight Woolsey)‏ هو باحث في تاريخ العصور الكلاسيكية ومحامي وأستاذ جامعي أمريكي، ولد في 31 أكتوبر 1801 في نيويورك في الولايات المتحدة، وتوفي في 1 يوليو 1889 في نيو هيفن في الولايات المتحدة.

## وصلات خارجية
- ثيودور دوايت ولسي على موقع الموسوعة البريطانية (الإنجليزية)